# NetUP
NetUP LLC (ООО «НетАП») — российская компания-производитель программного и аппаратного обеспечения в области систем биллинга и цифрового телевидения.
Наиболее известный продукт NetUP — автоматизированная система расчетов UTM5.
Офисы компании расположены в Москве.

## История
Компания была создана в 2001 году группой студентов химического факультета МГУ имени М. В. Ломоносова. Главной целью при создании было предоставить в распоряжение интернет-сообщества гибкую, многофункциональную и надежную биллинговую систему.
Первая биллинговая система была написана для собственных нужд — обсчета интернет-трафика в общежитии. Первые версии брали данные о трафике по логам firewall. Первая коммерческая версия биллинга — UTM 3 вышла в 2002 году. Система была написана на языке perl, благодаря невысокой стоимости оказалась довольно популярной, что заставило заняться значительным расширением функционала и увеличением быстродействия. В конце 2002 года вышел UTM 4. В апреле 2003 на эту систему был получен сертификат системы соответствия Связь (ССС). Существуют операторы, которые до сих пор используют UTM 4. UTM 4 также был написан на perl-e.
По мере роста провайдеров, использующих систему UTM 4 появилась необходимость значительного повышения быстродействия биллинга. Система была переписана с использованием языка C/C++ и получила название UTM 5. На неё был получен соответствующий сертификат.
UTM 5 по сей день остается одним из основных продуктов компании NetUP. За годы существования система обросла большим функционалом, а также значительно продвинулась в плане быстродействия. На 2009 год есть внедрения системы в сети на 40 000 абонентов выделенных линий.
С 2006 года компания NetUP занимается разработкой программного обеспечения и оборудования для организации в сети услуг интерактивного телевидения. Цель разработок — предложить операторам полноценный программно-аппаратный комплекс организации услуг IPTV. В составе комплекс есть и оборудование поставщиков контента (DVB-IP streamers, VoD сервера), системы управления доступом к контенту (Middleware, CAS, биллинг).

## Продукты компании
- NetUP UTM5 — биллинговая система.
- NetUP IPTV solutions — Программно-аппаратные комплексы для решения задач сервиса цифрового телевидения.
- Продукция, построенная на платформе NetUP Business Server.